# Siepraw (imię)
Siepraw – staropolskie imię męskie, złożone z członów Sie- (przypadek zależny od siego, sich - "w najbliższym czasie") i -praw ("prawdziwy, sprawiedliwy"). Znaczenie imienia: "ten, który będzie prawy". Istnieje też hipoteza, że Sie- w tym wypadku jest formą Wsze-; imię znaczyłoby wtedy "zawsze prawy".
Siepraw imieniny obchodzi 11 lipca.